# Lední hokej na Zimních olympijských hrách 2010 – kvalifikace ženy
Kvalifikace na olympijský turnaj v ledním hokeji žen 2010 rozhodla o dvou účastnících tohoto turnaje. Staly se jimi Slovensko a Čína.

## Kvalifikační systém
Do turnaje se přímo kvalifikovalo 6 nejlepších celků podle ženského žebříčku IIHF z roku 2008. Týmy od 7. do 18. místa v tomto žebříčku sehrály olympijskou kvalifikaci. Zatímco celky na 7. až 12. místě byly nasazeny přímo do hlavní fáze kvalifikace, zbylé celky hrály předkvalifikaci, ze které postoupily nejlepší 2 celky do hlavní kvalifikace. Z hlavní kvalifikace vedla cesta pro 2 nejlepší celky na olympijský turnaj.

## Předkvalifikace

### Skupina A
Skupina A předkvalifikace se odehrála od 2. do 9. září 2008 v lotyšském městě Liepaja.
|    | Tým        | Z | V | VP | PP | P | Skóre   | B  |
| -- | ---------- | - | - | -- | -- | - | ------- | -- |
| 1. | Slovensko  | 4 | 4 | 0  | 0  | 0 | 105 : 2 | 12 |
| 2. | Lotyšsko   | 4 | 3 | 0  | 0  | 1 | 53 : 3  | 9  |
| 3. | Itálie     | 4 | 2 | 0  | 0  | 2 | 51 : 8  | 6  |
| 4. | Chorvatsko | 4 | 1 | 0  | 0  | 3 | 31 : 36 | 3  |
| 5. | Bulharsko  | 4 | 0 | 0  | 0  | 4 | 1 : 192 | 0  |

 Slovensko postoupilo do Skupiny C
Zápasy
| 2. září 2008 | Bulharsko | 0 : 41 | Itálie | Liepaja Arena, Liepaja |
|              | Bulharsko |        | Itálie |                        |

| Souhrn zápasu | Souhrn zápasu | Souhrn zápasu | Souhrn zápasu | Souhrn zápasu |
| ------------- | ------------- | ------------- | ------------- | ------------- |
|               |               |               |               |               |

| 2. září 2008 | Slovensko | 2 : 0 | Lotyšsko | Liepaja Arena, Liepaja |
|              | Slovensko |       | Lotyšsko |                        |

| Souhrn zápasu | Souhrn zápasu | Souhrn zápasu | Souhrn zápasu | Souhrn zápasu |
| ------------- | ------------- | ------------- | ------------- | ------------- |
|               |               |               |               |               |

| 3. září 2008 | Chorvatsko | 30 : 1 | Bulharsko | Liepaja Arena, Liepaja |
|              | Chorvatsko |        | Bulharsko |                        |

| Souhrn zápasu | Souhrn zápasu | Souhrn zápasu | Souhrn zápasu | Souhrn zápasu |
| ------------- | ------------- | ------------- | ------------- | ------------- |
|               |               |               |               |               |

| 4. září 2008 | Itálie | 1 : 3 | Slovensko | Liepaja Arena, Liepaja |
|              | Itálie |       | Slovensko |                        |

| Souhrn zápasu | Souhrn zápasu | Souhrn zápasu | Souhrn zápasu | Souhrn zápasu |
| ------------- | ------------- | ------------- | ------------- | ------------- |
|               |               |               |               |               |

| 4. září 2008 | Lotyšsko | 9 : 0 | Chorvatsko | Liepaja Arena, Liepaja |
|              | Lotyšsko |       | Chorvatsko |                        |

| Souhrn zápasu | Souhrn zápasu | Souhrn zápasu | Souhrn zápasu | Souhrn zápasu |
| ------------- | ------------- | ------------- | ------------- | ------------- |
|               |               |               |               |               |

| 5. září 2008 | Bulharsko | 0 : 39 | Lotyšsko | Liepaja Arena, Liepaja |
|              | Bulharsko |        | Lotyšsko |                        |

| Souhrn zápasu | Souhrn zápasu | Souhrn zápasu | Souhrn zápasu | Souhrn zápasu |
| ------------- | ------------- | ------------- | ------------- | ------------- |
|               |               |               |               |               |

| 6. září 2008 | Slovensko | 82 : 0             | Bulharsko | Liepaja Arena, Liepaja |
| 16:30        | Slovensko | (31:0, 24:0, 27:0) | Bulharsko |                        |

| Souhrn zápasu report | Souhrn zápasu report | Souhrn zápasu report | Souhrn zápasu report | Souhrn zápasu report |
| -------------------- | --- | -------------------- | -------------------- | -------------------- |
|                      | Karafiátová 1', 4', 25', 29', 45', 48' Gapová 2', 5', 36', 37', 40', 45', 53', 56' Daňková 3', 17', 44', 51' Veličková 5', 5', 14', 22', 31', 34', 39', 42', 42' Moravčíková 6', 6', 24', 33', 54', 54' Vargová 6', 10', 21', 30', 34', 42', 57', 58' (t. s.) Dzurňáková 6', 13', 24' Culiková 7', 10', 12', 17', 21', 27', 30', 38', 39', 52' Celarová 7', 7', 14', 14', 35', 45', 48', 52' Šroková 8', 10', 39', 53', 59' (t. s.) Kapustová 9', 19', 43', 56', 60' Konečná 11' Herichová 16', 20', 26', 32', 51', 57', 59', 60' Bremová 18' |                      |                      | Rozhodčí: Hengstová  |

| 6. září 2008 | Itálie | 8 : 0 | Chorvatsko | Liepaja Arena, Liepaja |
|              | Itálie |       | Chorvatsko |                        |

| Souhrn zápasu | Souhrn zápasu | Souhrn zápasu | Souhrn zápasu | Souhrn zápasu |
| ------------- | ------------- | ------------- | ------------- | ------------- |
|               |               |               |               |               |

| 7. září 2008 | Lotyšsko | 5 : 1 | Itálie | Liepaja Arena, Liepaja |
|              | Lotyšsko |       | Itálie |                        |

| Souhrn zápasu | Souhrn zápasu | Souhrn zápasu | Souhrn zápasu | Souhrn zápasu |
| ------------- | ------------- | ------------- | ------------- | ------------- |
|               |               |               |               |               |

| 7. září 2008 | Chorvatsko | 1 : 18 | Slovensko | Liepaja Arena, Liepaja |
|              | Chorvatsko |        | Slovensko |                        |

| Souhrn zápasu | Souhrn zápasu | Souhrn zápasu | Souhrn zápasu | Souhrn zápasu |
| ------------- | ------------- | ------------- | ------------- | ------------- |
|               |               |               |               |               |

### Skupina B
Skupina B předkvalifikace se odehrála od 3. do 5. září 2008 ve slovinském Mariboru.
|    | Tým            | Z | V | VP | PP | P | Skóre  | B |
| -- | -------------- | - | - | -- | -- | - | ------ | - |
| 1. | Norsko         | 3 | 3 | 0  | 0  | 0 | 19 : 2 | 9 |
| 2. | Velká Británie | 3 | 1 | 1  | 0  | 1 | 10 : 7 | 5 |
| 3. | Rakousko       | 3 | 1 | 0  | 1  | 1 | 10 : 5 | 4 |
| 4. | Slovinsko      | 3 | 0 | 0  | 0  | 3 | 2 : 27 | 0 |

 Norsko postoupilo do Skupiny D
Zápasy
| 3. září 2008 | Norsko | 3 : 1 | Velká Británie | Ledna Dvorana Tabor, Maribor |
|              | Norsko |       | Velká Británie |                              |

| Souhrn zápasu | Souhrn zápasu | Souhrn zápasu | Souhrn zápasu | Souhrn zápasu |
| ------------- | ------------- | ------------- | ------------- | ------------- |
|               |               |               |               |               |

| 3. září 2008 | Slovinsko | 0 : 7 | Rakousko | Ledna Dvorana Tabor, Maribor |
|              | Slovinsko |       | Rakousko |                              |

| Souhrn zápasu | Souhrn zápasu | Souhrn zápasu | Souhrn zápasu | Souhrn zápasu |
| ------------- | ------------- | ------------- | ------------- | ------------- |
|               |               |               |               |               |

| 4. září 2008 | Rakousko | 0 : 1 | Norsko | Ledna Dvorana Tabor, Maribor |
|              | Rakousko |       | Norsko |                              |

| Souhrn zápasu | Souhrn zápasu | Souhrn zápasu | Souhrn zápasu | Souhrn zápasu |
| ------------- | ------------- | ------------- | ------------- | ------------- |
|               |               |               |               |               |

| 4. září 2008 | Slovinsko | 1 : 5 | Velká Británie | Ledna Dvorana Tabor, Maribor |
|              | Slovinsko |       | Velká Británie |                              |

| Souhrn zápasu | Souhrn zápasu | Souhrn zápasu | Souhrn zápasu | Souhrn zápasu |
| ------------- | ------------- | ------------- | ------------- | ------------- |
|               |               |               |               |               |

| 5. září 2008 | Velká Británie | 4 : 3 v pr. | Rakousko | Ledna Dvorana Tabor, Maribor |
|              | Velká Británie |             | Rakousko |                              |

| Souhrn zápasu | Souhrn zápasu | Souhrn zápasu | Souhrn zápasu | Souhrn zápasu |
| ------------- | ------------- | ------------- | ------------- | ------------- |
|               |               |               |               |               |

| 5. září 2008 | Norsko | 15 : 1 | Slovinsko | Ledna Dvorana Tabor, Maribor |
|              | Norsko |        | Slovinsko |                              |

| Souhrn zápasu | Souhrn zápasu | Souhrn zápasu | Souhrn zápasu | Souhrn zápasu |
| ------------- | ------------- | ------------- | ------------- | ------------- |
|               |               |               |               |               |

## Hlavní kvalifikace

### Skupina C
Skupina C se odehrála od 6. do 9. listopadu 2008 v německém městě Bad Tölz
|    | Tým        | Z | V | VP | PP | P | Skóre  | B |
| -- | ---------- | - | - | -- | -- | - | ------ | - |
| 1. | Slovensko  | 3 | 3 | 0  | 0  | 0 | 6 : 1  | 9 |
| 2. | Kazachstán | 3 | 2 | 0  | 0  | 1 | 9 : 3  | 6 |
| 3. | Německo    | 3 | 1 | 0  | 0  | 2 | 8 : 7  | 3 |
| 4. | Francie    | 3 | 0 | 0  | 0  | 3 | 4 : 16 | 0 |

 Slovensko postoupilo na olympijský turnaj
Zápasy
| 6. listopad 2008 | Kazachstán | 6 : 1 | Francie | Hacker-Pschorr Arena, Bad Tölz |
|                  | Kazachstán |       | Francie |                                |

| Souhrn zápasu | Souhrn zápasu | Souhrn zápasu | Souhrn zápasu | Souhrn zápasu |
| ------------- | ------------- | ------------- | ------------- | ------------- |
|               |               |               |               |               |

| 6. listopad 2008 | Německo | 0 : 2 | Slovensko | Hacker-Pschorr Arena, Bad Tölz |
|                  | Německo |       | Slovensko |                                |

| Souhrn zápasu | Souhrn zápasu | Souhrn zápasu | Souhrn zápasu | Souhrn zápasu |
| ------------- | ------------- | ------------- | ------------- | ------------- |
|               |               |               |               |               |

| 8. listopad 2008 | Kazachstán | 0 : 1 | Slovensko | Hacker-Pschorr Arena, Bad Tölz |
|                  | Kazachstán |       | Slovensko |                                |

| Souhrn zápasu | Souhrn zápasu | Souhrn zápasu | Souhrn zápasu | Souhrn zápasu |
| ------------- | ------------- | ------------- | ------------- | ------------- |
|               |               |               |               |               |

| 8. listopad 2008 | Francie | 2 : 7 | Německo | Hacker-Pschorr Arena, Bad Tölz |
|                  | Francie |       | Německo |                                |

| Souhrn zápasu | Souhrn zápasu | Souhrn zápasu | Souhrn zápasu | Souhrn zápasu |
| ------------- | ------------- | ------------- | ------------- | ------------- |
|               |               |               |               |               |

| 9. listopad 2008 | Slovensko | 3 : 1 | Francie | Hacker-Pschorr Arena, Bad Tölz |
|                  | Slovensko |       | Francie |                                |

| Souhrn zápasu | Souhrn zápasu | Souhrn zápasu | Souhrn zápasu | Souhrn zápasu |
| ------------- | ------------- | ------------- | ------------- | ------------- |
|               |               |               |               |               |

| 9. listopad 2008 | Německo | 1 : 3 | Kazachstán | Hacker-Pschorr Arena, Bad Tölz |
|                  | Německo |       | Kazachstán |                                |

| Souhrn zápasu | Souhrn zápasu | Souhrn zápasu | Souhrn zápasu | Souhrn zápasu |
| ------------- | ------------- | ------------- | ------------- | ------------- |
|               |               |               |               |               |

### Skupina D
Skupina D se konala 6. do 9. listopadu 2008 v čínské Šanghaji.
|    | Tým      | Z | V | VP | PP | P | Skóre  | B |
| -- | -------- | - | - | -- | -- | - | ------ | - |
| 1. | Čína     | 3 | 3 | 0  | 0  | 0 | 11 : 3 | 9 |
| 2. | Japonsko | 3 | 2 | 0  | 0  | 1 | 6 : 5  | 6 |
| 3. | Norsko   | 3 | 0 | 1  | 0  | 2 | 3 : 9  | 2 |
| 4. | Česko    | 3 | 0 | 0  | 1  | 2 | 6 : 9  | 1 |

 Čína postoupila na olympijský turnaj
Zápasy
| 6. listopad 2008 | Japonsko | 3 : 2 | Česko | S.U.S. Sport Complex, Šanghaj |
|                  | Japonsko |       | Česko |                               |

| Souhrn zápasu | Souhrn zápasu | Souhrn zápasu | Souhrn zápasu | Souhrn zápasu |
| ------------- | ------------- | ------------- | ------------- | ------------- |
|               |               |               |               |               |

| 6. listopad 2008 | Čína | 5 : 0 | Norsko | S.U.S. Sport Complex, Šanghaj |
|                  | Čína |       | Norsko |                               |

| Souhrn zápasu | Souhrn zápasu | Souhrn zápasu | Souhrn zápasu | Souhrn zápasu |
| ------------- | ------------- | ------------- | ------------- | ------------- |
|               |               |               |               |               |

| 7. listopad 2008 | Japonsko | 3 : 1 | Norsko | S.U.S. Sport Complex, Šanghaj |
|                  | Japonsko |       | Norsko |                               |

| Souhrn zápasu | Souhrn zápasu | Souhrn zápasu | Souhrn zápasu | Souhrn zápasu |
| ------------- | ------------- | ------------- | ------------- | ------------- |
|               |               |               |               |               |

| 7. listopad 2008 | Česko | 3 : 4 | Čína | S.U.S. Sport Complex, Šanghaj |
|                  | Česko |       | Čína |                               |

| Souhrn zápasu | Souhrn zápasu | Souhrn zápasu | Souhrn zápasu | Souhrn zápasu |
| ------------- | ------------- | ------------- | ------------- | ------------- |
|               |               |               |               |               |

| 9. listopad 2008 | Norsko | 2 : 1 SN | Česko | S.U.S. Sport Complex, Šanghaj |
|                  | Norsko |          | Česko |                               |

| Souhrn zápasu | Souhrn zápasu | Souhrn zápasu | Souhrn zápasu | Souhrn zápasu |
| ------------- | ------------- | ------------- | ------------- | ------------- |
|               |               |               |               |               |

| 9. listopad 2008 | Čína | 2 : 0 | Japonsko | S.U.S. Sport Complex, Šanghaj |
|                  | Čína |       | Japonsko |                               |

| Souhrn zápasu | Souhrn zápasu | Souhrn zápasu | Souhrn zápasu | Souhrn zápasu |
| ------------- | ------------- | ------------- | ------------- | ------------- |
|               |               |               |               |               |